# Hugh Munro
Sir Hugh Thomas Munro (16. října 1856 Londýn – 10. března 1919 Tarascon, Francie), 4. baronet z Lindertis, byl britský diplomat, příslušník nižší skotské šlechty, lokální skotský politik, milovník hor, horolezec, cestovatel a sběratel kuriozit. Munro byl jedním ze zakládajících členů Skotského horolezeckého klubu (The Scottish Mountaineering Club), založeného v roce 1889. Hugh Munro je znám především jako tvůrce seznamu skotských hor přesahujících nadmořskou výšku 3000 stop (914,4 m), podle autora seznamu posléze označovaných jako munro.

## Stručný životopis
Hugh Munro byl nejstarším z devíti dětí sira Campbela Munra, 3. baroneta z Lindertis, a vnukem generálmajora Thomase Munra, skotského důstojníka ve službách britské Východoindické společnosti, který působil jako guvernér Madrasu. Rodina střídavě pobývala buď v Londýně nebo na svém skotském panství Lindertis nedaleko Kirriemuiru, ležícího zhruba 20 km východně od Dundee.

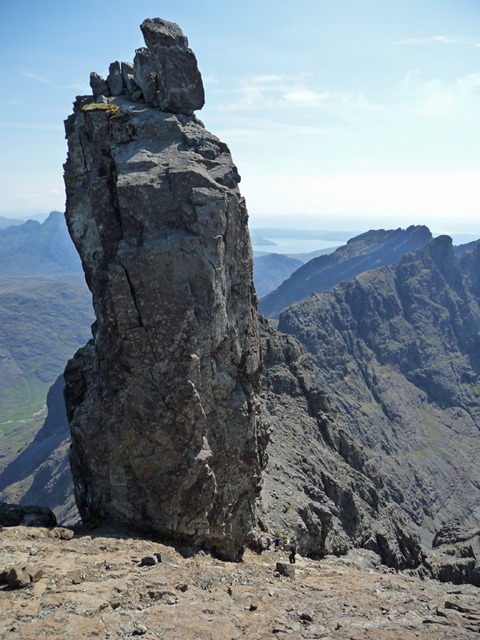
The Inaccessible Pinnacle v pohoří Cuillin na ostrově Skye – jedna z nejobtížněji zdolatelných položek na seznamu tzv. „munro“

Už jako chlapec projevoval Hugh Munro zájem o sběratelství různých zajímavostí a kuriozit, především přírodnin, jako například fosílií, lastur nebo ptačích vajec. Zájem o hory a horolezectví se u něj datoval od doby, kdy jako sedmnáctiletý přijel do Stuttgartu studovat němčinu. V roce 1880, kdy mu lékař ze zdravotních důvodů doporučil změnu klimatu, odcestoval Hugh Munro do jižní Afriky, kde působil jako osobní tajemník britského guvernéra Natalu George Colleye. Účastnil se zde jako dobrovolník války mezi domorodými Basuty a Brity (tzv. Gun War) v Basutsku (pozdější Lesothské království, vnitrozemský stát v jihovýchodní části afrického kontinentu).

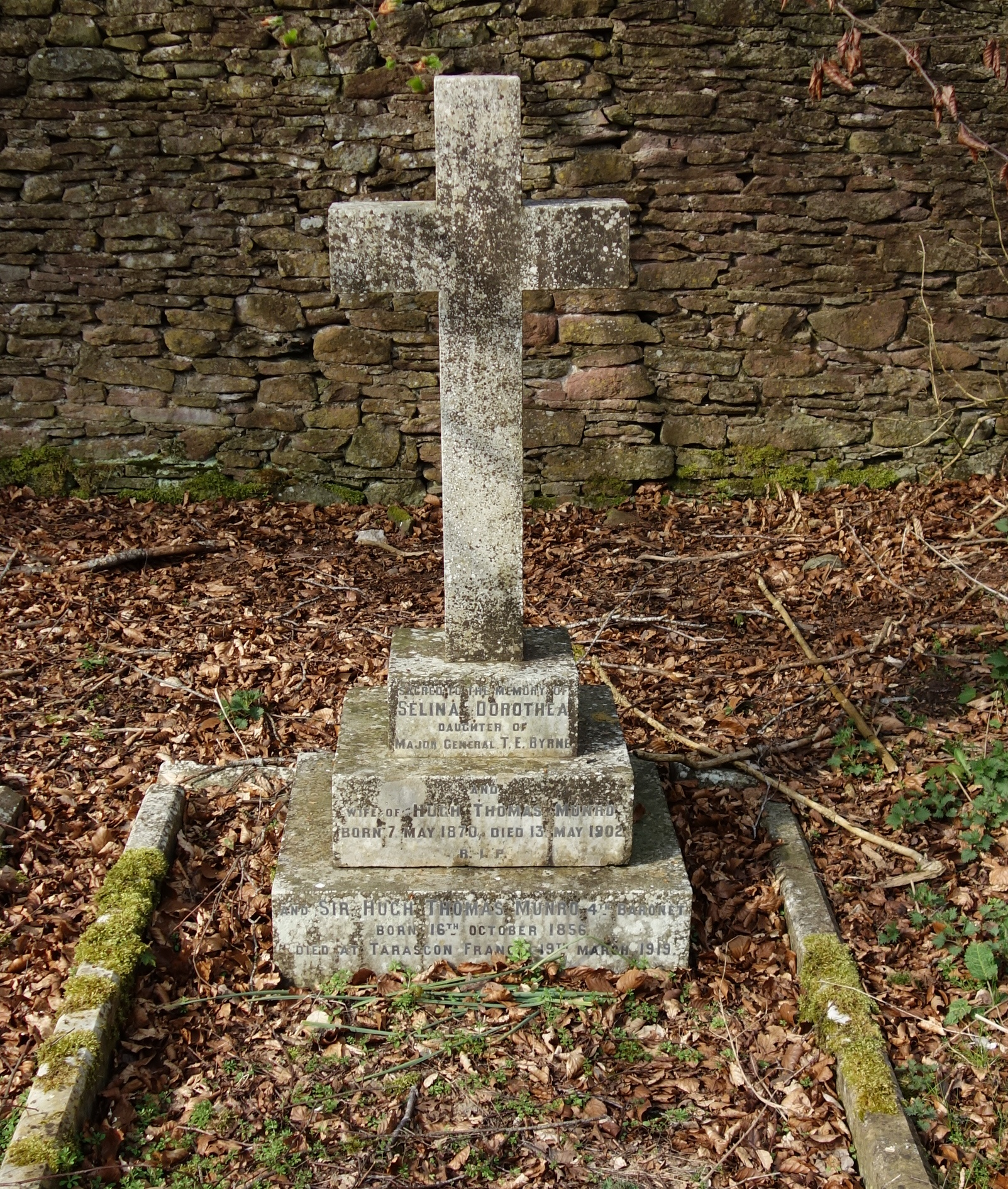
Hrob Seliny a Hugha Munrových na panství Lindertis v Angusu

Po návratu z Natalu se jako konzervativec angažoval v místní politice v oblasti Angusu a ve sněmovním volebním obvodu Kirkcaldy Burghs. Zároveň se intenzívně věnoval svému zájmu o hory a horolezectví. V roce 1889 se stal jedním ze zakládajících členů Skotského horolezeckého klubu a o dva roky později, v roce 1891, v šestém čísle klubového časopisu Scottish Mountaineering Club Journal publikoval pod názvem „Tables of Heights over 3000 Feet“ seznam 283 skotských vrcholů, přesahujících nadmořskou výškou 3000 stop. Hugh Munro tím zároveň položil základy tradice zdolávání těchto vrcholů, později označovaného jako Munros bagging. V době založení Skotského horolezeckého klubu měl Munro na svém kontě výstupy na 42 skotských hor. Sám Hugh Munro, který od svých 37 let trpěl artritidou, do konce života nestihl vystoupit na všechny vrcholy, uvedené v seznamu.
V roce 1892 se Hugh Munro oženil se Selinou Dorotheou Byrne, která zemřela o 10 let později, v roce 1902. Munrovi měli tři děti, dvě dcery a syna. Po smrti svého otce v roce 1913 se Hugh Munro stal 4. baronetem z Lindertis. Munro dlouhá léta působil v diplomatických službách, cestoval do různých zemí. V době první světové války pobýval na Maltě, kde onemocněl malárií. Na jaře roku 1918 odjel z Malty se svými dcerami do Tarasconu, kde ve spolupráci s francouzským Červeným křížem založil jídelnu pro vojáky vracející se z války. Na začátku března 1919 opět onemocněl a 10. března 1919 zemřel v Tarasconu na zápal plic. Ostatky Hugha Munra byla převezeny do Skotska, kde byly 2. dubna 1919 pohřbeny na malém hřbitově u panského sídla Lindertis.

## Munros bagging
Zdolávání všech skotských vrcholů přesahujících 3000 stop (tzv. Munros bagging) se stalo oblíbenou sportovní činností. Skotský horolezecký klub vede přesnou evidenci těchto aktivit a pravidelně vydává informace o nových „Munroists“ neboli „Munro Baggers“, tj. o lidech, kterým se v uplynulém roce podařilo splnit podmínky výstupů na všechny skotské „munro“. Munros bagging je oblíbený nejen mezi Skoty – například v roce 2018 ze 178 nových „Munroists“ (čtvrtina z nich byly ženy) jen 60 % tvořili obyvatelé Skotska.